# Ивановский сельсовет (Давлекановский район)
Ивановский сельсовет — муниципальное образование в Давлекановском районе Башкортостана.

## История
Согласно «Закону о границах, статусе и административных центрах муниципальных образований в Республике Башкортостан» имеет статус сельского поселения.

## Население
| 2002 | 2009 | 2010 | 2012 | 2013 | 2014 | 2015 |
| ---- | ---- | ---- | ---- | ---- | ---- | ---- |
| 750  | ↘737 | ↗749 | ↘739 | ↘729 | ↘708 | ↘695 |
| 2016 | 2017 |      |      |      |      |      |
| ↘662 | ↘635 |      |      |      |      |      |

## Состав сельского поселения
| № | Населённый пункт | Тип населённого пункта       | Население |
| - | ---------------- | ---------------------------- | --------- |
| 1 | Ивановка         | село, административный центр | ↘635      |